# Byttan

Byttan är en ö i Stockholms ytterskärgård som ligger i Nämdö socken och i Värmdö kommun. Under det stora strömmingsfiskets tid var Byttan och grannön Finnskär betydande fiskeskär och ett av ostkustens kronohamnsfisken. Öarna ingår i Biskopsöns södra skärgård.

## Historia
Byttan finns omnämnd för första gången i kronans räkenskaper för år 1572, men det anses högst sannolikt att hamnfisket där har medeltida anor. Uppgifterna i 1601 års räkenskaper är mer utförliga då såväl antal fiskare som redskap anges. Bakom de sexton namngiva fiskarna som kommit seglande från Nämdö, Ingarö, Mörtö och Södermalm (förleden i Finnskär tyder på att en del kommit än mer långväga från) fanns dessutom ytterligare personer, vilket visar på hur intensiva dagarna ute på skären, främst i september men även på våren, kunde vara. Under större delen av 1600-talet var hamnfisket på Byttan pantsatt till adelsmän, till exempel amiralen Nils Göransson Stiernsköld och riksrådet Claes Rålamb. Genom ett reduktionsbeslut 1688 indrogs emellertid Byttan åter till kronan.
År 1709 skickades lantmätare ut till Byttan som kartlade öarna och noterade tio fiskebodar på Byttan, kallad Högbyttan, och två på Finnskär, även kallad Lågbyttan. Flertalet bodar låg utmed sundet Hamnhålet som leder in till Byttafladen. På 1849 års lantmäterikarta fanns dessutom sex bodar markerade på Brådrik, ett skär som idag är landfast med Finnskär i söder. Den i dag uppgrundade Brådriksfladen på Finnskärs södra del utgjorde i äldre tid ett utmärkt hamnläge. Namnet Brådrik antyder att någon haft fiskelycka där, till skillnad från grannskäret Långfattig. De boende på Gillinge försökte köpa Byttan redan i början av 1800-talet, men det var först 1859 som köpet gick igenom sedan statens inkomster från fisket minskat. Därmed avslutades en månghundraårig hamnfisketradition och under 1900-talet försvann fiskebodarna successivt i höststormarna. I fornminnesregistret finns ett tiotal bodgrunder noterade på Byttan och på Brådrik.

## Fotnoter
1. ↑  Hedenstierna, Bertil (1990). Skärgårdsöar och fiskekobbar del 2. Kristianstad. sid. 118. ISBN 91-2959262-3
2. ↑  5:1, Riksantikvarieämbetet.
3. ↑  26:1, Riksantikvarieämbetet.
4. ↑  28:1, Riksantikvarieämbetet.